# Алтайский район (Алтайский край)
Алта́йский райо́н — административно-территориальное образование (сельский район) и муниципальное образование (муниципальный район) в  Алтайском крае России.
Административный центр — село Алтайское.

## География
Расположен в юго-восточной части края в предгорьях Алтая. Граничит с Солонешенским, Смоленским, Советским районами края и Республикой Алтай.
Село расположено в 250 км от Барнаула.
Рельеф — горный и предгорный. По территории района протекают реки Катунь, Сараса, Бирюкса, Каменка, Куяган, Песчаная, расположено озеро Ая. Почвы — чернозёмы выщелоченные тучные и среднегумусные, подзолистые.

### Климат
Климат континентальный. Средняя температура января −16°С, июля +20°С. Годовое количество осадков — 937 мм. Район известен своим благоприятным микроклиматом — зимой здесь немного теплее, а летом немного прохладнее, чем в других местах Алтая. Из-за непосредственной близости гор, территория района защищена от сильных ветров и выпадает значительное количество осадков.
Флора и фауна
Растительность от травянисто-луговой до таёжной (ель, лиственница, кедр, сосна, берёза, осина, более 20 видов кустарников).
Обитают лось, марал, косуля, заяц, волк, лиса, рысь, барсук, белка, бурундук, встречается медведь. Из птиц — глухарь, рябчик, серая и белая куропатка, тетерев; из рыб — чебак, лещ, щука, окунь, таймень, хариус, налим, язь, линь, карась; в прудах разводятся карп, форель, белый амур.

## Население
| 1959    | 1996    | 1997    | 1998    | 1999    | 2000    | 2001    | 2002    | 2003    |
| ------- | ------- | ------- | ------- | ------- | ------- | ------- | ------- | ------- |
| 34 706  | ↘27 500 | ↘27 100 | ↘26 700 | →26 700 | ↗27 100 | ↗27 800 | ↘27 300 | ↘26 908 |
| 2004    | 2005    | 2006    | 2007    | 2008    | 2009    | 2010    | 2011    | 2012    |
| ↘26 385 | ↘25 874 | ↘25 471 | ↘25 088 | ↘24 837 | ↗25 538 | ↗25 645 | ↗25 690 | ↗25 766 |
| 2013    | 2014    | 2015    | 2016    | 2017    | 2018    | 2019    | 2020    | 2021    |
| ↗25 873 | ↗25 949 | ↗26 171 | ↘26 090 | ↘26 022 | ↘25 886 | ↘25 859 | ↗25 939 | ↗26 279 |

### Национальный состав[16]
| национальность | мужчин | женщин | всего  | %    |
| -------------- | ------ | ------ | ------ | ---- |
| русские        | 11 734 | 13 652 | 25 386 | 94   |
| немцы          | 413    | 443    | 856    | 3,2  |
| украинцы       | 139    | 127    | 266    | 0,9  |
| алтайцы        | 25     | 57     | 82     | 0,3  |
| белорусы       | 31     | 31     | 62     | 0,2  |
| татары         | 17     | 33     | 50     | 0,18 |
| армяне         | 31     | 16     | 47     | 0,17 |
| казахи         | 15     | 11     | 26     | 0,1  |

## Административно-муниципальное устройство
Алтайский район с точки зрения административно-территориального устройства края включает 10 административно-территориальных образований — 10 сельсоветов.
Алтайский муниципальный район в рамках муниципального устройства включает 10 муниципальных образований со статусом сельских поселений:
| №  | Сельское поселение             | Административный центр | Количество населённых пунктов | Население (чел.) | Площадь (км²) |
| -- | ------------------------------ | ---------------------- | ----------------------------- | ---------------- | ------------- |
| 1  | Айский сельсовет               | село Ая                | 4                             | ↗3203            | 417,67        |
| 2  | Алтайский сельсовет            | село Алтайское         | 1                             | ↘14 068          | 841,23        |
| 3  | Беловский сельсовет            | село Белое             | 3                             | ↘358             | 363,36        |
| 4  | Куяганский сельсовет           | село Куяган            | 4                             | ↘850             | 398,71        |
| 5  | Куячинский сельсовет           | село Куяча             | 2                             | ↘885             | 436,64        |
| 6  | Макарьевский сельсовет         | село Макарьевка        | 1                             | ↘406             | 48,13         |
| 7  | Нижнекаменский сельсовет       | село Нижнекаменка      | 1                             | ↗2106            | 245,04        |
| 8  | Пролетарский сельсовет         | село Сараса            | 6                             | ↗1315            | 410,58        |
| 9  | Россошинский сельсовет         | село Россоши           | 1                             | ↘994             | 102,02        |
| 10 | Старобелокурихинский сельсовет | село Старобелокуриха   | 2                             | ↗1589            | 226,91        |

### Населённые пункты
В Алтайском районе 25 населённых пунктов:

| Алтайское       | ↘14 068 |
| Ая              | ↘2233   |
| Нижнекаменка    | ↗2106   |
| Старобелокуриха | ↘1517   |
| Сараса          | ↘1023   |
| Россоши         | ↘994    |
| Куяган          | ↘779    |
| Куяча           | ↘465    |
| Нижнекаянча     | ↘414    |

| Макарьевка | ↘406 |
| Тоурак     | ↗378 |
| Верх-Ая    | ↗306 |
| Катунь     | ↗272 |
| Белое      | ↘228 |
| Комар      | ↘193 |
| Пролетарка | ↘165 |
| Рудник     | ↘75  |
| Булатово   | ↘42  |

| Никольское      | ↘34 |
| Большая Кыркыла | ↗16 |
| Даниловка       | →15 |
| Булухта         | ↘8  |
| Казанка         | ↘5  |
| Черемшанка      | →2  |
| Басаргино       | →1  |

Упразднённые населённые пункты:
- 1983 год — посёлок Дом Отдыха
- 1985 год — посёлок Надежденка
- 2000 год — село Казанда

## Экономика
Одно из основных направлений экономики района — было сельское хозяйство: производство зерна, мясо-молочное животноводство, коневодство, мараловодство, пчеловодство, садоводство (крупнейший в крае садоводческий комплекс «Мичуринец» ныне не существует). На территории района находились маслосырзавод, винзавод, пенькозавод.
В последние годы быстрыми темпами развивается туризм и сфера обслуживания. На территории района расположена особая экономическая зона туристско-рекреационного типа «Бирюзовая Катунь» на левом берегу реки Катунь.
В целом экономическая ситуация в районе устойчиво позитивная.

## Люди, связанные с районом
- Конев, Александр Степанович (1916, село Никольское — 1992) — участник Великой Отечественной войны, Герой Советского Союза